# Hakuouki
Hakuouki (яп. 薄桜鬼 Хакуо:ки, «Демоны бледной сакуры») — серия видеоигр, первоначально разработанных компанией Idea Factory для платформы Playstation 2, а впоследствии портированных на Playstation 3, Playstation Portable и Nintendo DS. На основе Hakuouki на Studio Deen был создан одноимённый аниме-сериал. Также по мотивам сюжета было выпущено две манга-адаптации. Первый сезон сериала носит название Hakuouki: Shinsengumi Kitan (яп. 薄桜鬼 新選組奇譚 Хакуо:ки Синсэнгуми Китан, Демоны бледной сакуры: Удивительное сказание о Синсэнгуми), а второй — Hakuouki: Hekketsu-roku (яп. 薄桜鬼 碧血録 Хакуо:ки Хэккэцуроку, Демоны бледной сакуры: Записи голубой крови). Также 5 августа 2011 года, вышел первый из шести эпизодов Hakuouki Sekkaroku (OVA). Третий сезон выходил с 9 июля по 24 сентября 2012 года. В 2013 году вышел полнометражный аниме-фильм в двух частях.

## Сюжет
Действие сюжета разворачивается в середине XIX века, в последние годы сёгуната Токугава. Смена настроений людей и столкновение культуры с западной цивилизацией сделали жизнь более опасной. Вернувшийся из Европы целитель Кодо Юкимура бесследно пропал, и его дочь Тидзуру, переодевшись в самурая, отправляется на его поиски. В первый же день нахождения в тогдашней столице, Киото, она попадает в руки отряда Синсэнгуми. Однажды она с удивлением узнаёт, что её отец причастен к созданию этой группы.

## Персонажи
Внимание! Описания персонажей содержат серьезные сюжетные спойлеры!
Тидзуру Юкимура (яп. 雪村 千鶴 Юкимура Тидзуру) — главная героиня повествования, приехавшая в Киото, чтобы отыскать своего пропавшего отца Кодо. Влюблена в Хидзикату, хотя отрицает это в разговоре с Сенхимэ. Является чистокровным демоном, но не подозревала об этом, пока ей не рассказал Кадзама.
Сэйю: Хоко Кувасима
Кодо Юкимура (яп. 雪村 綱道 Юкимура Кодо:) — будучи превосходным специалистом в медицине, по приказу сёгуната разработал отимидзу, зелье, увеличивающее скорость и силу, выпившего его. Но со временем, и это главный побочный эффект, человек, злоупотребляющий использованием отимидзу, превращается в вампироподобного монстра, называемого расэцу. По версии аниме-сериала, погиб, защищая Тидзуру. В полнометражном фильме убит Кадзамой. 
Сэйю: Рюго Сайто
Тосидзо Хидзиката (яп. 土方 歳三 Хидзиката Тосидзо:) — вице-капитан Синсэнгуми. Среди его прозвищ Они-фукутё (Демон-вице-командир) и Тоси. Тосидзо тот, кто несёт ответственность за Тидзуру после того как она впервые сталкивается с Синсэнгуми. Он принимает большинство решений в Синсэнгуми. Члены отряда побаиваются его и уважают. Он заботится о Тидзуру, часто защищая её во время сражений; впоследствии влюбляется в девушку. В аниме-сериале судьба персонажа не раскрывается до конца: зрителям предлагается самим решать, выжил он или погиб (однако авторы оставляют намеки на то, что герой остался в живых — после боя он не остается в форме расэцу, которые умирают, рассыпаясь в таком виде в прах, а возвращается в человеческий облик. Кроме того, на финальных титрах слышится его изможденный голос). В полнометражном фильме выживает и остается с Тидзуру.  
Сэйю: Синъитиро Мики
Содзи Окита (яп. 沖田 総司 Окита Со:дзи) — капитан первого отряда Синсэнгуми и блестящий фехтовальщик. После инцидента в Икэда-я выяснилось, что он болен неизлечимой в те времена болезнью — туберкулёзом. В надежде излечиться от неё и снова сражаться в полную силу, он становится расэцу, приняв сыворотку отимидзу, данную ему Нагумо Каору. Впоследствии выясняется, что с помощью отимидзу туберкулёз не вылечить. В аниме-сериале, будучи ослабленным болезнью, погибает, израсходовав все доступные его телу возможности расэцу, защищая в сражении Хидзикату и Тидзуру. В полнометражном фильме погибает по той же причине, сражаясь вместе с Сайто против расэцу. Перед смертью успевает убить Каору Нагумо.
Сэйю: Сётаро Морикубо
Исами Кондо (яп. 近藤 勇 Кондо: Исами) — очень эмоциональный командир Синсэнгуми. Сдается, чтобы дать время отряду уйти. Казнён.
Сэйю: Тору Окава
Кэйсукэ Яманами (яп. 山南 敬助 Яманами Кэйсукэ) — известен как Саннан-сан (другое написание его фамилии). Он капитан Синсэнгуми. Он учёный, тактик. С остальными членами отряда — добрый и заботливый. Получил травму в Осаке, в результате чего, он лишился возможности владеть мечом левой рукой. В надежде восстановить руку, он стал исследовать опыты Кодо Юкимуры. В итоге он улучшил отимидзу (устранил побочные эффекты, правда, лишь частично) и стал первым, кто испробовал это на себе. В итоге осознаёт, что избавиться от побочных эффектов невозможно. В замке Сэндай сражается с расэцу Кодо, дабы их истребить. Умирает, израсходовав все доступные его телу возможности расэцу.
Сэйю: Нобуо Тобита
Хэйсукэ Тодо (яп. 藤堂 平助 Тодо: Хэйсукэ) — капитан восьмого подразделения. Хэйсукэ — юный член отряда Синсэнгуми. Он примерно одного возраста с Тидзуру. Хэйсукэ веселый мальчик, в хороших отношениях со всеми членами отряда. Он очень дружен с Тидзуру. Вместе с Хадзимэ Сайто покидает отряд, уходя к Ито. Чтобы излечиться от ран, он принимает отимидзу. По версии аниме-сериала, как и Саннан-сан, умирает, израсходовав все доступные его телу возможности расэцу, в замке Сэндай. В полнометражном фильме погибает, сражаясь с расэцу на пару с Сайто.
Сэйю: Хироюки Ёсино
Хадзимэ Сайто (яп. 斎藤 一 Сайто: Хадзимэ) — капитан третьего отряда. Это молчаливый спокойный молодой человек. Отличается вежливостью и немногословностью. Левша, но по словам Содзи- мастер владения мечом. Сайто анализирует ситуацию перед атакой, чтобы выяснить, какие действия необходимо предпринять для завершения миссии. Несмотря на свою неразговорчивость, обладает неплохими способностями дипломата. По версии аниме-сериала, исполняя своё желание, остаётся с почти полностью павшим кланом Айдзу. В полнометражном фильме становится расэцу, чтобы выиграть неравный бой, дальнейшая судьба не раскрывается. 
Сэйю: Косукэ Ториуми
Симпати Нагакура (яп. 永倉　新八 Нагакура Симпати) — капитан второго отряда Синсэнгуми. Он, обычно, очень веселый. Его близкие друзья — Харада и Хэйсукэ. Он очень опытный во владении мечом, однако любит выпить, часто нарушая комендантский час. После ссоры с Исами Кондо, уходит из отряда Синсэнгуми. Вместе со старым другом Симпати Нагакуры, Хогу Нобумити сформировали отряд Сэйхэйтай.
Сэйю: Томохиро Цубои
Саносукэ Харада (яп. 原田 左之助 Харада Саносукэ) — является капитаном десятого отряда Синсэнгуми. Он в дружеских отношения с Симпати и Хэйсукэ. Харада специализируется на владении копьём, однако хорошо орудует и мечом. Выслеживая расэцу Кодо, пропадает без вести после тяжелого боя. 
Сэйю: Кодзи Юса
Каору Нагумо (яп. 南雲 薫 Нагумо Каору) — вначале предстает перед нами как красивая девушка, копия Тидзуру. Позже выясняется, что это мальчик, фактически брат-близнец Тидзуру. Когда они были маленькими, их разделили. Отец ушёл с дочерью, а его отдали под опеку клану Нагумо. Поскольку он не был женщиной-демоном, с ним обходились ужасно. Когда Каору наконец увидел Тидзуру (когда они уже подросли), она даже не узнала его. В аниме-сериале именно он дал отимидзу Содзи, в его же версии убит Кадзамой. В полнометражном фильме погибает от руки Окиты. 
Сэйю: Хасуми Ито
Тикагэ Кадзама (яп. 風間 千景 Кадзама Тикагэ) — является врагом Синсэнгуми, чистокровным демоном, как и Тидзуру. Он разыскал Тидзуру, потому что она — женщина-демон, чтобы она родила от него сильного чистого демона (рожденного от родителей-демонов). В аниме-сериале убит Тосидзо Хидзикатой. В фильме остается в живых. 
Сэйю: Кэндзиро Цуда
Сусуму Ямадзаки (яп. 山崎 裾野 Ямадзаки Сусуму) — у Синсэнгуми он был гонцом а также лекарем. Был смертельно ранен, когда защитил Хидзикату. Предварительно оставив для Тидзуру книгу с историями болезней всех воинов Синсэнгуми.

## Аниме-сериал
1 сезон: Shinsengumi Kitan
| № серии | Заглавие                                                                | Трансляция в Японии |
| ------- | ----------------------------------------------------------------------- | ------------------- |
| 1       | Столица снежных цветов «Сэкка но Мияко» (雪華の都)                      | 4 апреля 2010 года  |
| 2       | Семена раздора «До:ран но Хибута» (動乱の火蓋)                          | 11 апреля 2010 года |
| 3       | Цветок, что распускается в сумерках «Ёйями ни Саку Хана» (宵闇に咲く華) | 18 апреля 2010 года |
| 4       | Явившийся из тьмы «Ями ёри Куру Моно» (闇より来る者)                    | 25 апреля 2010 года |
| 5       | Соперничающие клинки «Со:коку сэси Яйба» (相克せし刃)                   | 2 мая 2010 года     |
| 6       | Нить жизни демона «Они но Мэймяку» (鬼の命脈)                           | 9 мая 2010 года     |
| 7       | Оковы судьбы «Сиккоку но Уммэй» (桎梏の運命)                            | 16 мая 2010 года    |
| 8       | Мимолётные мечты «Асаки Юмэмиси» (あさきゆめみし)                       | 23 мая 2010 года    |
| 9       | Следы кровавой сечи «Сюра но Вадати» (修羅の轍)                         | 30 мая 2010 года    |
| 10      | Там, где узы «Кидзуна но Юкуэ» (絆のゆくえ)                             | 6 июня 2010 года    |
| 11      | Падший «Коборэотиру Моно» (零れ落ちるもの)                              | 13 июня 2010 года   |
| 12      | На другом конце клинка «Кэнгэки но Каната» (剣戟の彼方)                 | 20 июня 2010 года   |

2 сезон: Hekketsu-roku
| № серии | Заглавие                                                          | Трансляция в Японии  |
| ------- | ----------------------------------------------------------------- | -------------------- |
| 1       | Подобный огню «Хомура но готоку» (焔の如く)                       | 4 октября 2010 года  |
| 2       | Коридоры пройденного «Сатэцу но кайро:» (蹉跌の回廊)              | 11 октября 2010 года |
| 3       | Лик из прошлого «То:ки омокагэ» (遠き面影)                        | 18 октября 2010 года |
| 4       | Дух вечности «Сэйсин ва това ни» (誠心は永遠に)                   | 25 октября 2010 года |
| 5       | Мимолетные мечты «Тамаюра но юмэ» (玉響の夢)                      | 1 ноября 2010 года   |
| 6       | Сияющий закат «Кагаякэру гё:ко:» (輝ける暁光)                     | 8 ноября 2010 года   |
| 7       | Солнечный меч «Тэндо: но яйба» (天道の刃)                         | 15 ноября 2010 года  |
| 8       | Разбросанные лепестки сакуры «Тидзуру о:ка» (散ずる桜花)          | 22 ноября 2010 года  |
| 9       | Цветущая перелеска «Юкиварисо: но ханасакитэ» (雪割草の花咲きて)  | 29 ноября 2010 года  |
| 10      | Сказочно-бледные цветы сакуры «Мугэн но хаку сакура» (夢幻の薄桜) | 6 декабря 2010 года  |